# La Mort aux trousses
Ne doit pas être confondu avec La Frousse aux trousses.
Pour plus de détails, voir Fiche technique et Distribution.
La Mort aux trousses (North by Northwest) est un film américain réalisé par Alfred Hitchcock et sorti en 1959. En 1995, le film est sélectionné par le National Film Registry pour être conservé à la bibliothèque du Congrès des États-Unis pour son « importance culturelle, historique ou esthétique ».

## Synopsis

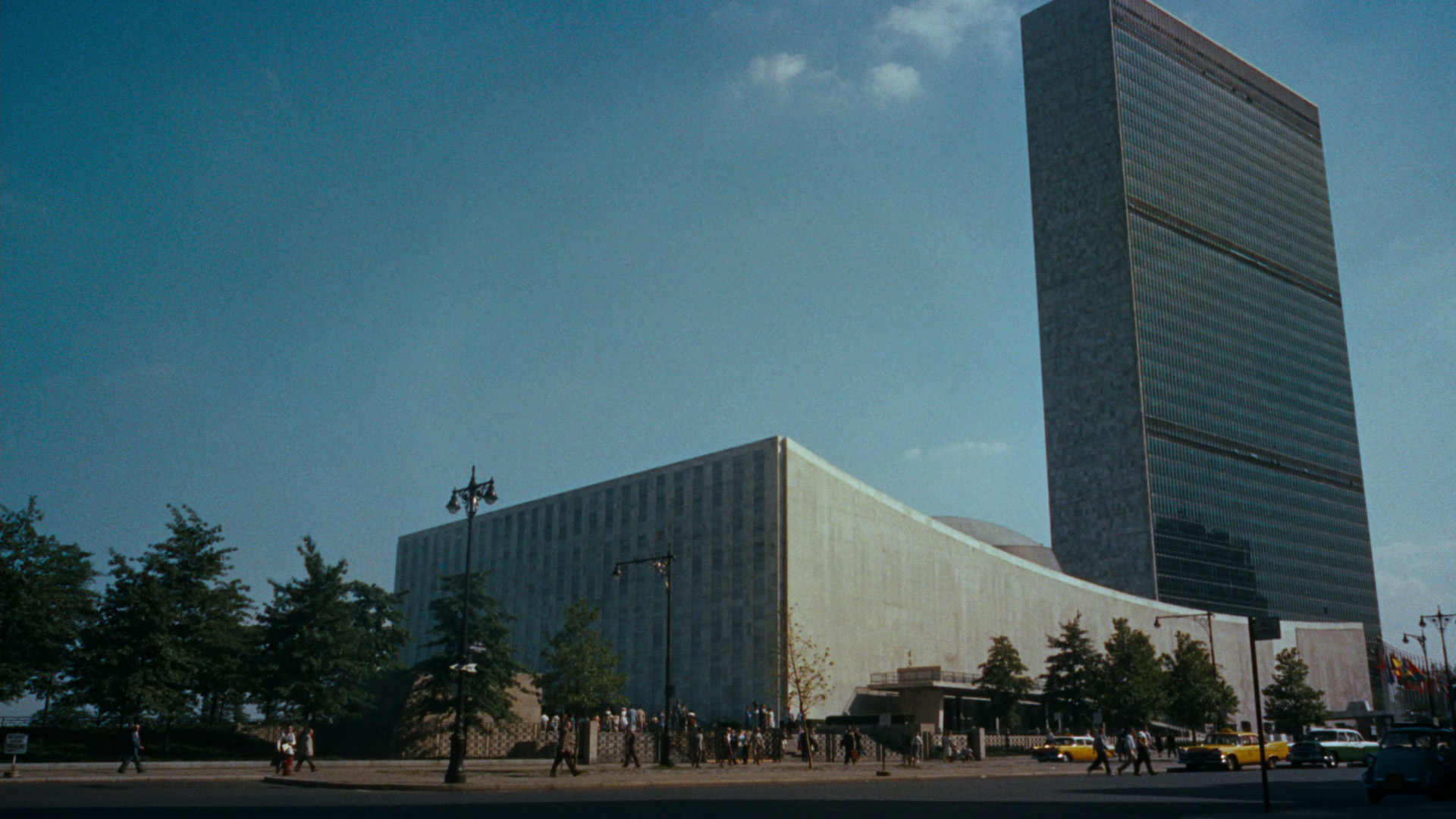
Le siège de l'ONU de New York où Townsend est assassiné.

Un patron d’une société de publicité new-yorkaise, Roger Thornhill (Cary Grant), a un rendez-vous d'affaires au Plaza Hotel. Mais il y est enlevé à la suite d'un malentendu : ses ravisseurs le prennent pour un certain George Kaplan. Thornhill est emmené dans la somptueuse maison de M. Townsend à Glen Cove. Il y fait la rencontre de ce dernier, qui est bien persuadé d'avoir enlevé George Kaplan et cherche à obtenir de lui des renseignements. Thornhill refusant de coopérer, l'assistant de M. Townsend, Leonard, le saoule de force en lui faisant avaler une bouteille de whisky. Puis un autre sbire, Valerian, le met au volant d’une voiture garée sur une route de bord de mer surplombant une falaise, et la fait rouler afin de faire croire à un accident. Mais Thornhill, qui reprend légèrement ses esprits, évite de peu la chute mortelle du haut de la falaise puis parvient à rouler, jusqu'à ce qu'il se fasse arrêter par une patrouille de la police de Glen Cove, qui l'a pris en chasse, alertée par sa conduite dangereuse. Comme il est toujours en état d'ébriété, il passe la nuit dans une cellule du poste de police, tout en ayant réussi à appeler sa mère chargée de prévenir son avocat. Le lendemain, personne ne croit à son histoire, pas même sa mère. Les enquêteurs se rendent à la maison de M. Townsend : la femme de celui-ci les informe que son mari tient l'après-midi même un discours aux Nations unies. Les enquêteurs sont alors persuadés que Thornhill ment. Mais le publicitaire, bien déterminé à prouver son innocence, retourne à l'hôtel Plaza : après avoir interrogé le personnel et fouillé la chambre de George Kaplan, il constate que personne ne l’a jamais rencontré. Après avoir réussi une fois de plus à échapper aux sbires de Townsend, Roger Thornhill rejoint le siège des Nations unies. Il y demande à rencontrer M. Townsend, mais quelle n'est pas sa surprise : ce n'est pas le même homme que la veille au soir ; en outre Townsend indique que, en raison de son travail à New York, il ne réside pas dans sa maison de Glen Cove, laissée à la garde de son jardinier. Il précise aussi que sa femme est morte depuis plusieurs années. Au moment où Thornhill comprend que l'homme qui occupait la maison de Townsend n'était pas celui-ci, l'inquiétant Valerian lance un poignard dans le dos du véritable Townsend qui s'effondre devant Thornhill, lequel apparaît immédiatement comme étant le meurtrier.

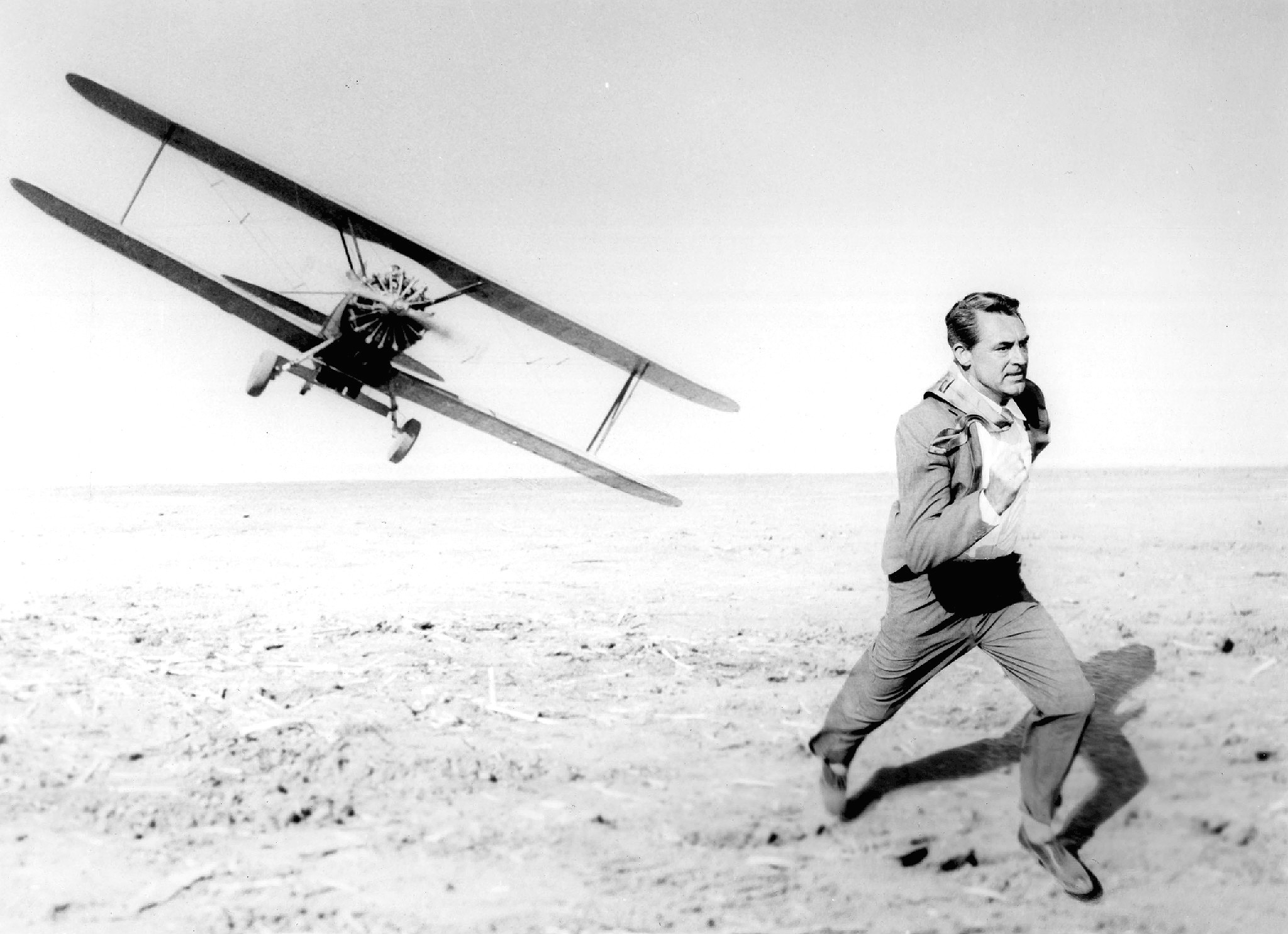
Thornhill (Cary Grant) est poursuivi par un biplan dans les plaines agricoles de l’Indiana (« à une heure et demie de bus » de Chicago).

Poursuivi par la police, Thornhill s'enfuit à la gare et monte dans un train pour Chicago, prochaine destination de Kaplan selon ses ex-ravisseurs. Une séduisante blonde, Eve Kendall (Eva Marie Saint), l'aide alors à échapper aux policiers. Le train part et Thornhill la retrouve au wagon-restaurant : les deux tombent sous le charme l'un de l'autre. Des inspecteurs de police montent à bord du train lors d’un arrêt inopiné et Eve Kendall protège à nouveau Thornhill en le cachant dans son compartiment, où elle l'embrasse langoureusement. Mais un petit mot arrivant dans les mains du faux Townsend, qui se trouve également dans le train, fait comprendre au spectateur qu'elle est en fait liée aux malfaiteurs. Au matin, le train arrive en gare de LaSalle à Chicago. Thornhill, qui a « emprunté » la tenue d’un porteur, descend incognito en portant les bagages d’Eve, puis va se changer aux toilettes de la gare pendant qu'Eve téléphone à George Kaplan dans le but de lui faire rencontrer Thornhill. La jeune femme remet à Thornhill les prétendues instructions de Kaplan, que le New-yorkais suit à la lettre pour prendre un bus et descendre à un arrêt isolé en rase campagne, « Prairie Stop » dans l’Indiana voisin, au milieu de terres agricoles. Mais personne n'est au rendez-vous… C'est alors qu'un petit avion en train d’épandre des pesticides dans un champ voisin se met à attaquer Thornhill en rase-mottes et en le mitraillant. Les rares voitures qui passent refusent de s'arrêter. Thornhill se réfugie dans un champ de maïs : l'avion largue alors des produits chimiques, ce qui le contraint à se remettre à découvert. Par hasard, un camion transportant de l'essence s'approche (un White Freightliner), Thornhill lui barre la route : malgré un freinage d’urgence, Thornhill est projeté au sol, sans gravité. L'avion, qui s'apprêtait de nouveau à foncer sur Thornhill, ne peut éviter le camion qu'il percute : c’est l'embrasement. Deux véhicules s'arrêtent : leurs passagers descendent et se dirigent prudemment vers le lieu de l’accident ; Thornhill en profite pour voler l'un des véhicules et retourner à Chicago. Il se rend à l'hôtel Ambassador en comptant y trouver Kaplan, mais le réceptionniste lui dit qu'il a quitté l'hôtel le matin. Néanmoins, il aperçoit Eve Kendall près de la réception qui prend un ascenseur ; il la retrouve dans sa chambre : elle semble surprise de le voir vivant puisqu'elle l'avait orienté vers un guet-apens. Kendall est appelée pour aller à un rendez-vous. Thornhill parvient à connaître le lieu de celui-ci en déchiffrant les notes qu'elle a prises alors qu'elle conversait au téléphone : il s'agit d’une salle des ventes. Il s'y rend et la retrouve en compagnie du faux Townsend (James Mason), dont il apprend le nom : Vandamm, et comprend que le malfaiteur s'est servi d'elle pour le faire tuer. Mais cette fois Vandamm est bien décidé à ne pas laisser partir Thornhill vivant : ce dernier, pour se sortir de ce guêpier, déclenche un esclandre pendant la vente aux enchères et parvient à se faire arrêter par la police. Dans la voiture qui l’emmène au poste, Thornhill dévoile son identité aux policiers qui reçoivent alors l'instruction de l'emmener à l'aéroport, où les attend le « Professeur », chef d'une agence gouvernementale de renseignements. Ce dernier révèle à Thornhill qu'Eve Kendall travaille en fait pour l'agence et qu'elle a infiltré le réseau de Vandamm ; il indique aussi que George Kaplan n’existe pas; il s’agit d’un leurre inventé pour brouiller les pistes de Vandamm; les agents fédéraux simulent ses déplacements en transportant ses bagages d’hôtel en hôtel. Afin d'aider Eve Kendall à sauver sa couverture, Thornhill accepte de collaborer avec l'agence. Les deux hommes prennent un vol de la « Northwest » pour Rapid City, dans le Dakota du Sud, prochaine destination fictive de Kaplan, où Vandamm a également prévu de se rendre.
À une cinquantaine de kilomètres de Rapid City, dans une cafétéria en contrebas du monument du mont Rushmore, Thornhill, qui continue à personnifier Kaplan, a donné rendez-vous à Vandamm et Kendall ; mais celle-ci abat Thornhill de deux coups de feu dans le but de lever les soupçons qui pesaient sur elle. Tandis que Kendall s'enfuit, Thornhill donné pour mort est emmené en ambulance en compagnie du Professeur. En réalité, Thornhill a simulé sa mort car le pistolet de Kendall était chargé à blanc. Peu après, l’ambulance rejoint la voiture de Kendall en forêt, et Thornhill est autorisé à la retrouver pour un bref entretien. Après s'être excusé de l'avoir soupçonnée, il apprend qu'Eve va accompagner Vandamm dans sa fuite en avion le soir-même. À l'annonce de cette nouvelle, il se rebelle en tentant de dissuader Eve de rejoindre Vandamm. Frappé par le chauffeur de l’ambulance sur ordre du Professeur, Thornhill se retrouve dans un hôpital, d'où il s'enfuit avec pour objectif de rejoindre la maison de Vandamm puis d'empêcher Eve de partir.

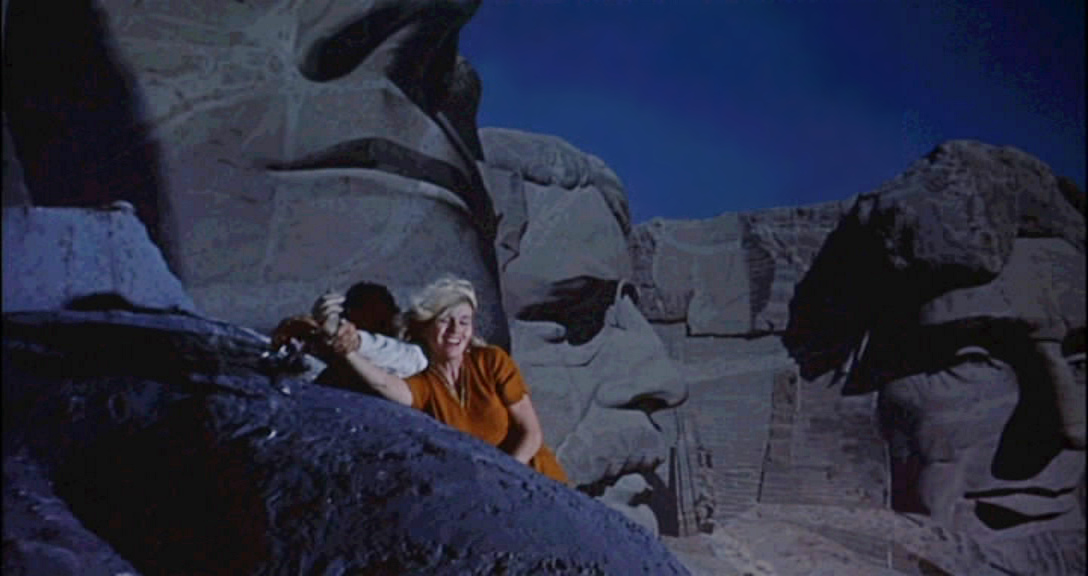
Eve Kendall (Saint) est soutenue par Thornhill (Grant) sur les flancs du mont Rushmore, sous le visage sculpté du président Thomas Jefferson. En arrière-plan de gauche à droite, les visages des présidents Theodore Roosevelt et Abraham Lincoln.

Arrivé à la maison qui se trouve isolée en montagne, il s'approche précautionneusement d’une fenêtre et surprend une conversation entre Vandamm et Leonard. Ce dernier a tout compris car il s'est rendu compte que le pistolet d’Eve était chargé à blanc : le rôle d'agent double d’Eve et la supercherie du meurtre de Thornhill. Vandamm maintient néanmoins sa décision d'emmener Eve avec lui car il souhaite profiter du survol de l'océan pour s'en débarrasser… Thornhill réussit à la prévenir, et au moment de monter dans l'avion, elle s'empare d'une statuette enfermant des microfilms que Vandamm allait livrer à une puissance ennemie, en cette période de guerre froide ; Thornhill récupère Eve dans une voiture et ils s'enfuient tous deux. Mais ils n'ont pas le temps d’ouvrir la grille de la propriété car les sbires de Vandamm les suivent de près. Ils n'ont d'autre choix que de continuer à pied dans la montagne, ce qui les mène au sommet du mont Rushmore voisin. Ils sont ainsi contraints de se réfugier sur les statues sculptées à flanc de montagne et risquent des chutes vertigineuses. Dans une lutte à mort, Thornhill parvient à précipiter Valerian dans le vide, puis la police, alertée par le Professeur, intervient à temps pour tuer Leonard qui s'apprêtait à faire chuter Thornhill et Eve, les sauvant in extremis d’une mort certaine. La dernière scène montre les deux « désormais fiancés » rentrant à New York en wagon-lit, s'apprêtant à s'allonger sur leur couchette ; le dernier plan du film est un train qui entre dans un tunnel.

## Fiche technique

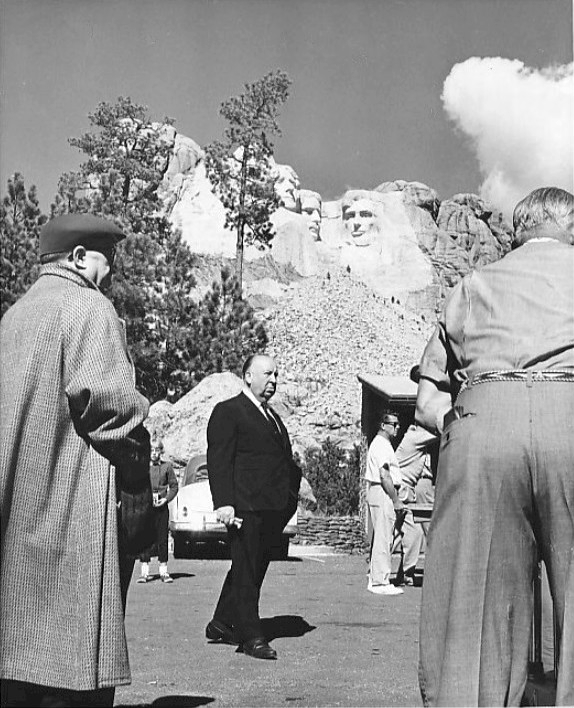
Alfred Hitchcock lors du tournage du film.

- Titre original : North by Northwest
- Titre français : La Mort aux trousses
- Réalisation : Alfred Hitchcock
- Scénario : Ernest Lehman
- Musique : Bernard Herrmann
- Direction artistique : William A. Horning et Merrill Pye (en) sous la direction de Robert F. Boyle
- Décors : Henry Grace et Franck McKelvey
- Maquillage : William Tuttle
- Coiffures : Sydney Guilaroff
- Photographie : Robert Burks
- Son : Franklin E. Milton
- Effets spéciaux : A. Arnold Gillespie et Lee LeBlanc
- Montage : George Tomasini
- Générique et affiche : Saul Bass
- Production : Alfred Hitchcock et Herbert Coleman
- Sociétés de production : Metro-Goldwyn-Mayer et Loew's Incorporated
- Société de distribution : Metro-Goldwyn-Mayer
- Budget : 4 267 000 USD[2]
- Pays de production :  États-Unis
- Langue originale : anglais
- Format : couleurs (Technicolor) - 1,85:1 - 35 mm d'après un négatif VistaVision - mono (Westrex Recording System)
- Genres : Espionnage, thriller et action
- Durée : 136 minutes
- Dates de sortie :
  - États-Unis : 17 juillet 1959
  - France : 21 octobre 1959
- Affiches : Saul Bass (États-Unis), Roger Soubie (France), Enzo Nistri (Italie)

## Distribution

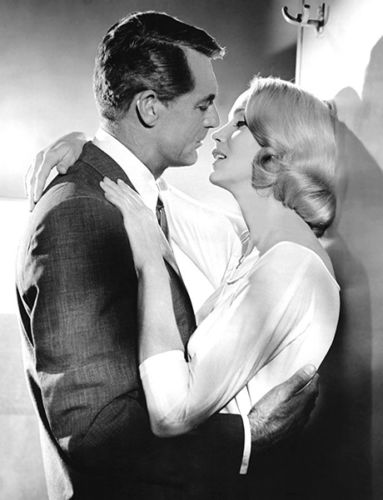
Cary Grant et Eva Marie Saint.

- Cary Grant (VF : Michel Roux) : Roger Thornhill
- Eva Marie Saint (VF : Nelly Benedetti) : Eve Kendall
- James Mason (VF : Jacques Dacqmine) : Philip Vandamm
- Jessie Royce Landis (VF : Hélène Tossy) : Clara Thornhill
- Leo G. Carroll (VF : Jean-Henri Chambois) : le professeur
- Josephine Hutchinson (VF : Renée Barell) : Mme Townsend
- Philip Ober : Lester Townsend
- Martin Landau (VF : Jacques Plée) : Leonard
- Adam Williams (VF : Georges Atlas) : Valerian
- Edward Platt : Victor Larrabee
- Robert Ellenstein : Licht
- Les Tremayne (VF : Roger Carel) : le commissaire-priseur
- Philip Coolidge : le Dr Cross
- Patrick McVey : le sergent Flamm, policier à Chicago
- Edward Binns (VF : Gabriel Cattand) : le capitaine Junket
- Ken Lynch (VF : Albert Augier) : Charley, policier à Chicago

Acteurs non crédités :
- Doreen Lang (VF : Jane Val) : Maggie
- Tommy Farrell : le garçon d’ascenseur Eddie
- Jimmy Cross : le premier chauffeur de taxi
- Harry Seymour : Victor, serveur de Oak Room
- Frank Wilcox : Herman Weitner
- Carleton Young : Fanning Nelson
- Robert Shayne : Larry Wade
- Ralph Reed : le groom
- Nora Marlowe (VF : Vivette Galy) : Anna, la gouvernante de Vandamm
- John Beradino : le sergent Emile Klinger
- Paul Genge : le lieutenant Hagerman
- Robert B. Williams : l’officier Waggoner
- Alexander Lockwood : le juge Anson B. Flynn
- Stanley Adams : le lieutenant Harding
- Maudie Prickett : Elsie, la domestique
- James McCallion : le valet
- Baynes Barron : le second chauffeur de taxi
- Doris Singh : la réceptionniste à l'Onu
- Sally Fraser, Maura McGiveney et Susan Whitney : les accompagnatrices à l’Onu
- Madge Kennedy (VF : Françoise Fechter) : Mme Finlay, une fonctionnaire de la CIA
- Harvey Stephens : un fonctionnaire de la CIA
- Lawrence Dobkin : un fonctionnaire de la CIA
- Walter Coy : un fonctionnaire de la CIA
- Ray Weaver et Jeremy Slate : des policiers (la Grande Gare centrale)
- Ned Glass : le vendeur de billets
- Howard Negley : le conducteur de train
- Harry Strang : l’assistant du conducteur de train
- Tol Avery (VF : Georges Atlas) : un inspecteur de police dans le train
- Tom Greenway : un inspecteur de police dans le train
- Ernest Anderson : le portier dans le train
- Taggart Casey : l'homme en train de se raser
- Malcolm Atterbury : l'homme à Prairie Crossing (carrefour)
- Andy Albin : le fermier
- Carl Milletaire (VF : Henry Djanik) : l'employé de bureau à l'Ambassador East Hotel
- Eugene Jackson : un accompagnateur à la vente aux enchères
- Olan Soule : l'assistant à la vente aux enchères
- Helen Spring : la femme à la vente aux enchères
- Bill Catching : un accompagnateur à la vente aux enchères
- Patricia Cutts : la patiente à l'hôpital
- Frank Marlowe : le troisième chauffeur de taxi
- Dale Van Sickel : le garde forestier qui a frappé Thornhill
- Jesslyn Fax (en) : femme dans le train

Les acteurs principaux (photos extraites de la bande-annonce).
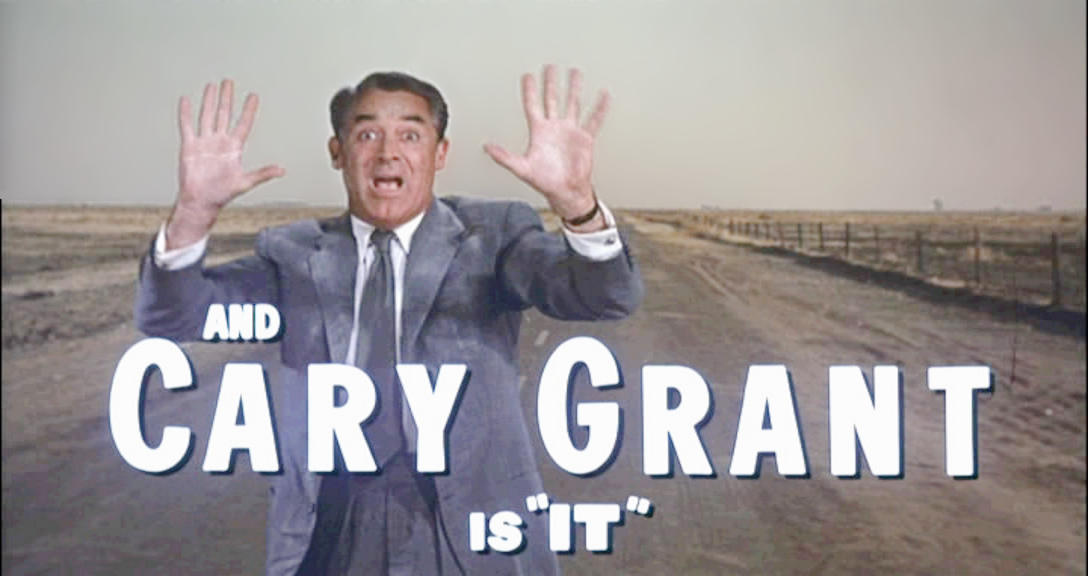
Cary Grant interprète le publicitaire Roger Thornhill.
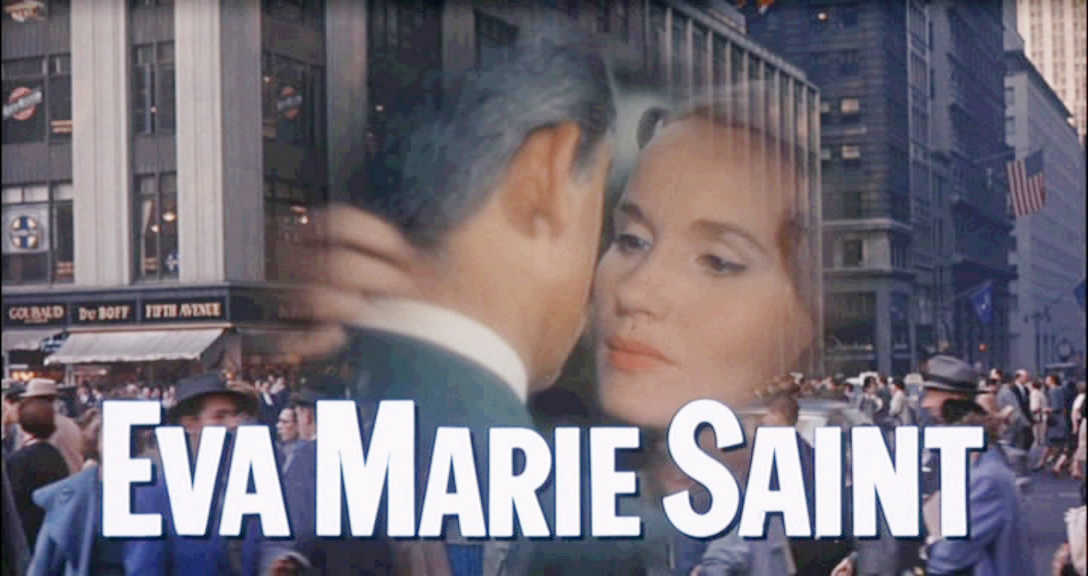
Eva Marie Saint interprète l'agent double Eve Kendall.
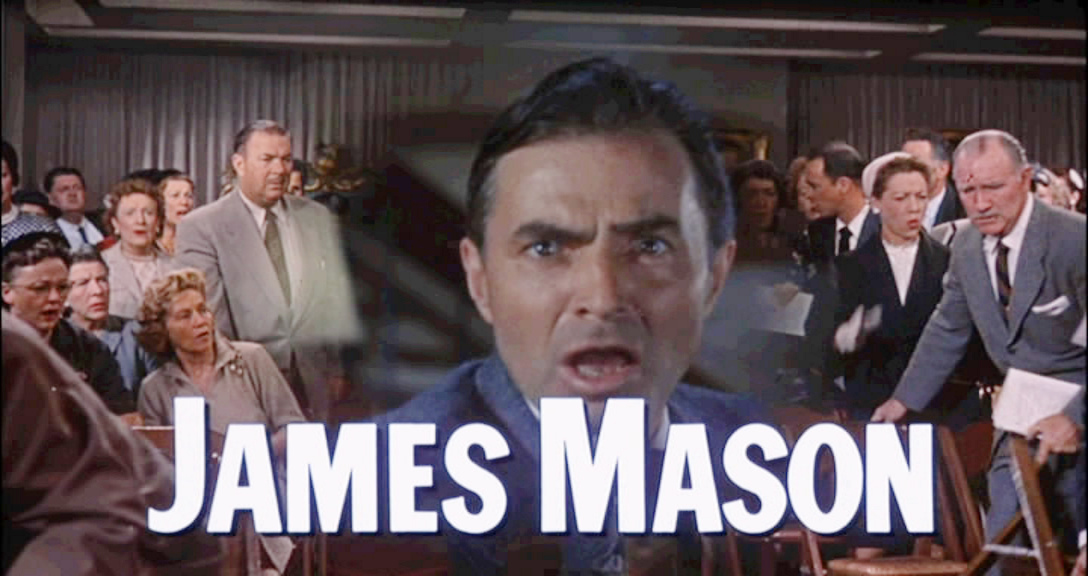
James Mason interprète l’espion de la guerre froide Philip Vandamm.

## Production

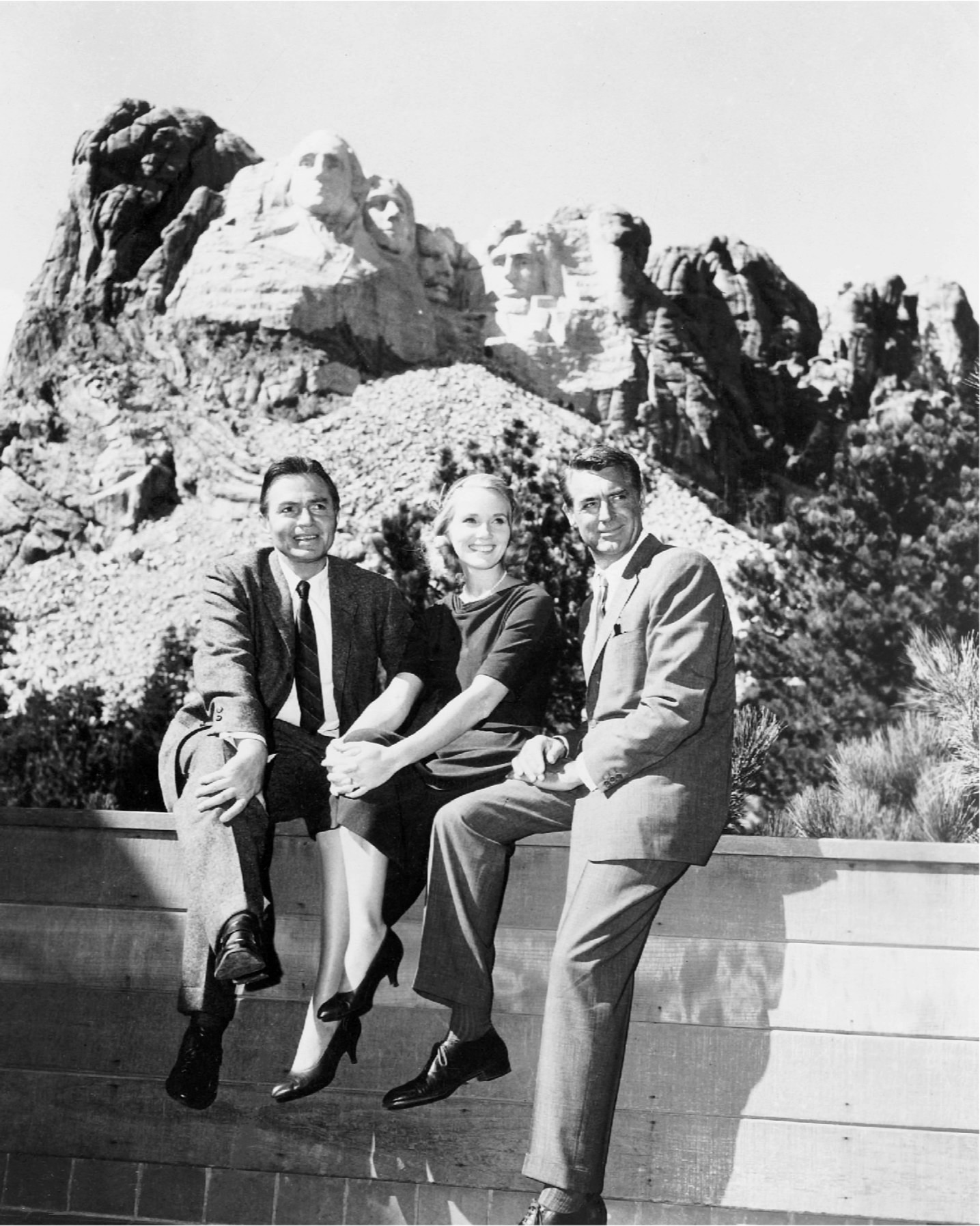
Peu de temps avant la sortie du film en juillet 1959, les trois acteurs principaux (de gauche à droite, Mason, Saint, Grant) posent au pied du mont Rushmore.

### Genèse
Le scénario est lointainement inspiré d'une histoire vraie, l'« affaire Jesús Galíndez », un professeur enlevé en 1956 en plein milieu de New York (mais qui fut en définitive assassiné).

### Distribution
Cary Grant ne voulait plus tourner et disait avoir pris sa retraite lorsque Hitchcock le supplia de venir faire le film. Il accepta mais fut quelque peu déboussolé par un tournage qui lui semblait ne pas avoir de sens, et demanda à plusieurs reprises à Hitchcock s'il savait exactement ce qu'il faisait. Après l'immense succès du film, Cary Grant, rencontrant par hasard Hitchcock à la cafétéria des studios MGM, se prosterna à ses pieds devant tout le monde et se répandit en salutations à l'orientale, remerciant ainsi le maître du suspense de lui avoir donné un si beau rôle.
Le caméo de Hitchcock dans ce film est son apparition à la deuxième minute, dans le rôle d'un homme tentant de monter dans un bus de la ville de New York qui lui ferme la porte au nez.

### Tournage

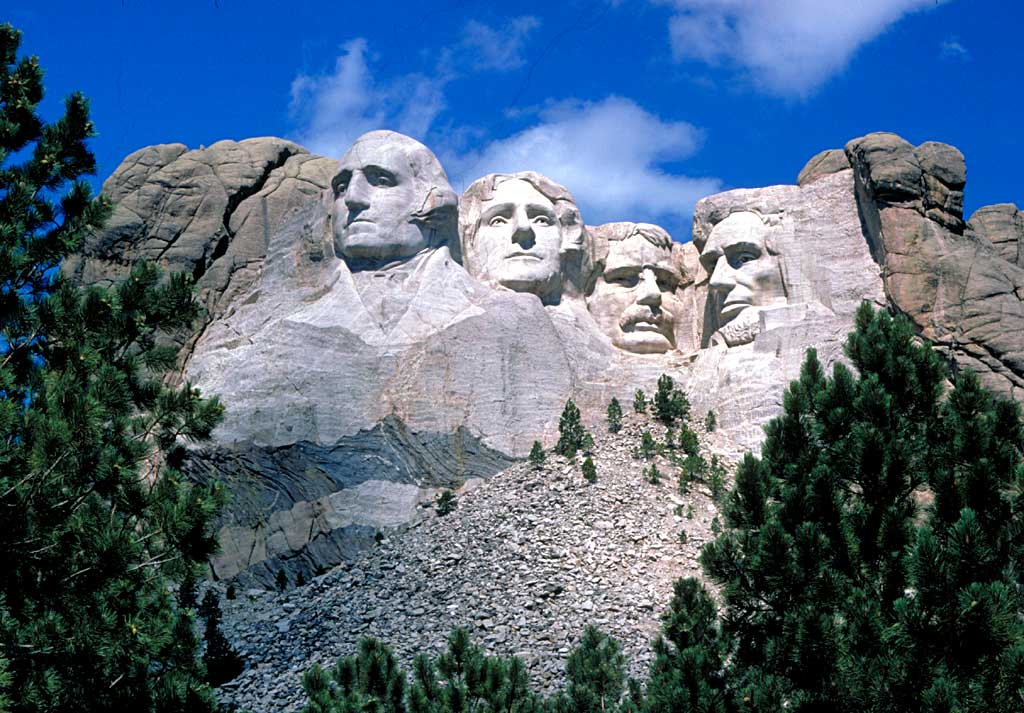
Le mont Rushmore est reproduit dans les studios ; dans les années 1930, le haut de ce mont a été sculpté pour présenter les visages de quatre présidents emblématiques des États-Unis : de gauche à droite, Washington, Jefferson, Theodore Roosevelt et Lincoln.

La Mort aux trousses contient quelques scènes d'anthologie, dont l'une des plus connues est celle où Thornhill (Cary Grant) pense avoir rendez-vous avec l'agent « fantôme » Kaplan en rase campagne. Au lieu de la rencontre qu'il prévoyait, il se retrouve être la proie d'un petit avion dont les occupants le mitraillent. La séquence entière constitue un condensé de l'art et du génie du réalisateur. Dans le scénario la séquence se déroule dans l'Indiana, en réalité elle fut tournée en Californie.

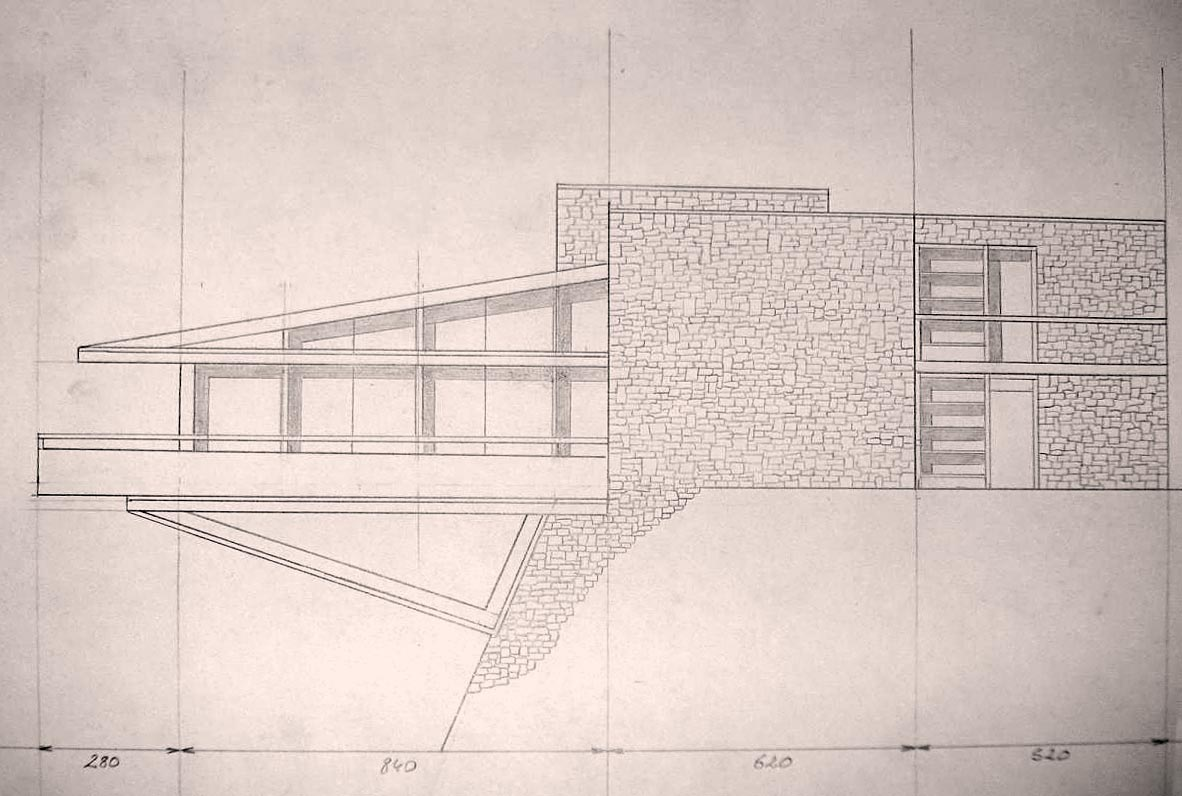
Dessin d'une partie de la façade est de la maison de Vandamm, supposée être située dans la nature près du mont Rushmore.

La maison de Vandamm, censée être située dans la nature près du mont Rushmore, que l'on voit à la fin du film n'est pas une maison créée par l’architecte Frank Lloyd Wright. Elle a été conçue par l'équipe des décorateurs du film à la demande du cinéaste. En effet, à la suite d'une mauvaise expérience, Wright refusait désormais de travailler pour le cinéma. La maison vue dans le film n'a jamais existé en réalité : il s'est agi d'un décor partiel construit dans la campagne près des studios et inséré en matte painting dans les plans de paysages. Une légende tenace a pourtant voulu que l'on attribuât cette maison à Wright qui était âgé de 90 ans au moment du tournage. Elle est néanmoins inspirée d'une des maisons de cet architecte : la Maison de la cascade.

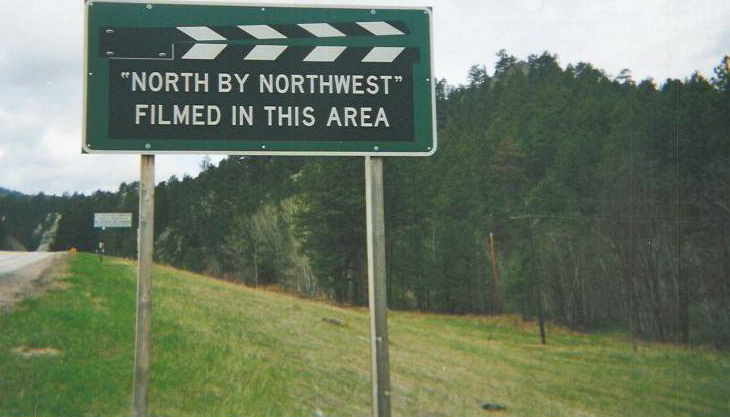
Panneau routier près du mont Rushmore signalant aux touristes qu'une partie du film de Hitchcock a été tournée dans les environs.

L'une des dernières séquences ayant pour décor les visages géants sculptés dans la montagne est censée se dérouler au sommet du mont Rushmore, dans le Dakota du Sud : les acteurs y évoluent avec une centaine de mètres de vide sous eux. Évidemment, la majeure partie de cette séquence a été tournée en studio et les détails des sculptures ont été reconstitués à cet effet.
La scène finale, dans laquelle les deux héros, Thornhill et Kendall, se retrouvent dans le train entrant dans un tunnel et consomment leur amour dans un compartiment-couchette est une des plus célèbres du cinéma, grâce à l'ultime plan du film symbolisant par une ellipse visuelle l'acte sexuel, ce dans le but de contourner le code Hays en vigueur à l'époque. D'après Bill Krohn, devant l'insistance des producteurs à mettre dans la bouche de Thornhill une réplique indiquant qu'il allait épouser Eve Kendall (« Come on, Mrs Thornhill! »), Hitchcock, légèrement irrité par ce respect des convenances, décida d'introduire ce plan symbolique — le seul de sa carrière, avoua-t-il à François Truffaut.

### Nouvelle sortie du film dans les années 2010
Restauré en 8 K en juillet 2014, le film est ressorti en salles en France sur grand écran à cette occasion.

## Distinctions
- Festival international du film de Saint-Sébastien 1959 : coquille d'argent pour Alfred Hitchcock
- prix Edgar-Allan-Poe 1960 : meilleur scénario pour Ernest Lehman

## Influence dans la culture
- Dans le film Arizona Dream d'Emir Kusturica (1993), le personnage Paul Leger (Vincent Gallo) passe une audition devant un jury d'amateurs, il mime le personnage de Cary Grant dans la célèbre scène de l'avion de La Mort aux trousses. Plus tard dans le film, Paul Leger rejoue pour de bon la scène lorsque Faye Dunaway teste son cadeau d'anniversaire : un avion.
- Dans l'épisode Les Nouveaux Spartiates de la saison 5 de la série X-Files, Mulder prend George Kaplan comme pseudonyme dans un motel[8].
- Dans le film OSS 117 : Rio ne répond plus, une scène parodie celle de La Mort au trousses où le héros est dans le même ascenseur que les tueurs.
- Un épisode de Alfred Hitchcock présente (1985), "Du Sud au Sud-Est" (1989), reprend la référence et la trame du film.